# Elymnias terentilina
Elymnias terentilina är en fjärilsart som beskrevs av Hans Fruhstorfer 1911. Elymnias terentilina ingår i släktet Elymnias och familjen praktfjärilar. Inga underarter finns listade i Catalogue of Life.